# 长尖芒毛苣苔
长尖芒毛苣苔（学名：Aeschynanthus acuminatissimus）为苦苣苔科芒毛苣苔属下的一个种。